# Gaylussacia baccata
Gaylussacia baccata (englisch Black huckleberry) ist eine in weiten Teilen des östlichen Nordamerika häufige Pflanze aus der Familie der Heidekrautgewächse.

## Verbreitung
Die Art ist im östlichen Kanada und der Region der Großen Seen, den nordöstlichen, mittelwestlichen und südöstlichen US-Bundesstaaten, den Appalachen sowie in den Tälern von Ohio, Mississippi und Tennessee beheimatet. Das Verbreitungsgebiet erstreckt sich von Neufundland westwärts bis Manitoba und Minnesota, südwärts bis Arkansas, Alabama und Georgia.

## Beschreibung
Gaylussacia baccata ähnelt stark den einheimischen Blaubeer-Arten (Vaccinium spp.), mit denen sie ihre Lebensräume teilt. Sie kann jedoch zuverlässig durch die zahlreichen Harzpunkte an der Blattunterseite identifiziert werden, die im Gegenlicht glitzern. Gaylussacia baccata ist ein Strauch von bis zu 150 Zentimetern Höhe, der ausgedehnte Bestände bildet. Die Blüten hängen in Gruppen von 3 … 7 herab, sind orange oder rot und glockenförmig. Die Beeren sind dunkelblau, fast schwarz, selten weiß.

## Nutzung
Die Beeren sind süß und schmackhaft. Sie werden von Tieren gefressen; Menschen essen sie roh, zu Gelee verarbeitet oder als Zutat in Pfannkuchen, Muffins oder anderen Gerichten.

## Synonyme
Nach der Liste der Royal Botanic Gardens in Kew gibt es folgende Synonyme:
- Andromeda baccata Wangenh. 1787
- Decachaena baccata (Wangenh.) Small
- Adnaria resinosa (Torr. & A.Gray) Kuntze
- Decamerium resinosum Nutt.
- Gaylussacia resinosa (Aiton) Torr. & A.Gray
- Vaccinium glabrum P.Watson
- Vaccinium parviflorum Andrews
- Vaccinium resinosum Aiton